# Saint-Lô-d'Ourville
Saint-Lô-d'Ourville là một xã thuộc tỉnh Manche trong vùng Normandie tây bắc nước Pháp. Xã này nằm ở khu vực có độ cao trung bình 25 mét trên mực nước biển.